# خوشاب (ساری)
خوشاب، روستایی است از توابع بخش مرکزی شهرستان ساری در استان مازندران ایران.
این روستا دارای آب و هوای معتدل و مرطوب است که زمین های زراعی آن بسیار مرغوب می‌باشد.
زمین ورزشی این روستا از بهترین زمین های ورزشی مازندران است.
افراد بسیاری از جمعیت این روستا در جنگ ایران و عراق شرکت کردند.

## جمعیت
این روستا در دهستان مذکوره قرار داشته و بر اساس آخرین سرشماری مرکز آمار ایران که در سال ۱۳۸۵ صورت گرفته، جمعیت آن ۲۹۱نفر (۷۴خانوار) بوده‌است.